# SN 2002dm
SN 2002dm – supernowa typu Ia odkryta 4 maja 2002 roku w galaktyce IC5017. W momencie odkrycia miała maksymalną jasność 19,00m.